# Carl-Lennart Fröbergh
Carl-Lennart Fröbergh, folkbokförd Karl Lennart Fröberg, född 15 maj 1933 i Örebro, död 17 november 2012 i Oscars församling, Stockholm, var en svensk skådespelare och statist.
Han var från 1966 gift med Maud Fröberg och hade en son född 1958, en son född 1967 (död 1999) samt en dotter född 1974.

## Filmografi
- 1957 – 91:an Karlsson slår knock out
- 1957 – Räkna med bråk
- 1982 – Jönssonligan & DynamitHarry
- 1983 – Mot härliga tider
- 1984 – Jönssonligan får guldfeber
- 1985 – Sällskapsresan 2 - Snowroller
- 1986 – Jönssonligan dyker upp igen
- 1986 – I lagens namn
- 1987 – Varuhuset (TV-serie) (till och med 1988)
- 1992 – Söndagsbarn
- 1992 – Kvällspressen (TV-serie)
- 1993 – Den gråtande ministern (TV-serie)
- 1993 – Morsarvet (TV-serie)
- 1993 – Rederiet (TV-serie) (till och med 2002)
- 1993 – Kådisbellan
- 1993 – Härifrån till Kim
- 1993 – Snoken (TV-serie)
- 1994 – Fritänkaren – filmen om Strindberg
- 1995 – Sjukan (TV-serie)
- 1997 – Chock 2 –  Kött
- 1997 – Kenny Starfighter (TV-serie)
- 1997 – Tre Kronor (TV-serie)
- 1998 – Ivar Kreuger (TV-serie)
- 2003 – Belinder auktioner (TV-serie)

## Teater

### Roller (ej komplett)
| År   | Roll         | Produktion                             | Regi           | Teater   |
| ---- | ------------ | -------------------------------------- | -------------- | -------- |
| 1999 | Wadköpingsbo | Markurells i Wadköping Hjalmar Bergman | Peter Dalle    | Dramaten |
| 2000 | Figurant     | Spöksonaten August Strindberg          | Ingmar Bergman | Dramaten |